# La Paloma-Lost Creek
La Paloma-Lost Creek – jednostka osadnicza w Stanach Zjednoczonych, w stanie Teksas, siedziba administracyjna hrabstwa Nueces.